# Sebastián Marroquín
Sebastián Marroquín (ur. jako Juan Pablo Escobar 24 lutego 1977 w Medellín) – kolumbijski architekt i pisarz, syn bossa narkotykowego Pabla Escobara.

## Życiorys

### Śmierć ojca
2 grudnia 1993 roku policja zlokalizowała i zastrzeliła Pabla Escobara, kiedy największy zbrodniarz Medellín rozmawiał przez telefon ze swoim synem. Miejsce pobytu Escobara zostało ustalone ze względu na jego częste korzystanie z telefonu. Został on przez to zauważony przez otwarte okno podczas rozmowy telefonicznej. Policja otoczyła budynek, a następnie do niego weszła. Escobar zaczął uciekać po dachach, gdzie został zastrzelony.

### Późniejsze życie
Juan wraz z matką i siostrą na początku uciekł do Mozambiku, a następnie wyjechał na podstawie wizy turystycznej do Argentyny, gdzie ostatecznie pozostał i stał się obywatelem na wygnaniu ojczystej Kolumbii. Juan Pablo zmienił swoje imię i nazwisko na „Sebastián Marroquín”, które znalazł w książce telefonicznej.
Chociaż Sebastian i jego rodzina nadal zarabiają na prawach do nazwiska i podobizny Pabla Escobara (takich jak sprzedaż odzieży z podobizną Pabla) oraz potrójnej nieudanej próby rejestracji marki Escobar Marroquín nie chce być wiązanym z ojcem, ani być wspominanym pod poprzednim nazwiskiem. Postanowił się także kategorycznie odciąć od Kartelu z Medellín i nielegalnego handlu narkotykami w Kolumbii.
Marroquín ukończył studia na wydziale architektury. Obecnie mieszka w Buenos Aires wraz z żoną i córką. Pracuje jako architekt. Osobiście spotkał się z kilkoma ofiarami ojca, co zostało ukazane w filmie Grzechy mojego ojca.
Marroquín wracał dwukrotnie do Kolumbii: raz by odwiedzić grób ojca i drugi raz na premierę filmu Grzechy mojego ojca. Nie pozwolono mu wjechać do Hacienda Nápoles, by odwiedzić posiadłość Escobara o powierzchni 20 km2, znajdującą się około 180 km na wschód od Medellín, skonfiskowaną przez rząd Kolumbii po śmierci Pabla i obecnie zarządzaną przez gminę Puerto Triunfo jako park rozrywki, kamping i muzeum zbrodni Escobara.

### Odniesienia medialne
W 2009 roku miała miejsce premiera argentyńskiego filmu dokumentalnego Grzechy mojego ojca. Film ten, tworzony przez pięć lat, ukazywał podróż Marroquína, którą odbył w celu przeproszenia synów ofiar jego ojca Pabla Escobara. Film promuje pojednanie i zakończenie nienawiści.
Używając swojego poprzedniego nazwiska Juan Pablo Escobar, Marroquin wydał książkę Pablo Escobar: My Father (2014).
Marroquin stworzył swoją własną linię ubrań organicznych „Escobar Henao”, używając elementów z życia ojca, takich jak odzież z paskami. Marroquin stwierdził, że część pieniędzy ze swoich przedsięwzięć biznesowych przekaże ofiarom ojca i kolumbijskim fundacjom charytatywnym.